# Sonate K. 97
Pour les articles homonymes, voir K97.
La sonate K. 97 (F.555) en sol mineur est une œuvre pour clavier attribuée au compositeur italien Domenico Scarlatti.

## Présentation
La sonate K. 97, en sol mineur, est notée Allegro. Comme les trois précédentes sonates du catalogue Kirkpatrick, elle ne figure que dans le troisième recueil édité chez Boivin à Paris, sans doute paru dès 1742 et avant 1746.
Il peut s'agir d'une œuvre d'un autre compositeur : elle accumule les maladresses que l'on ne trouve nulle part dans le corpus, notamment les modulations (mesure 15), les répétitions (mesure 40), octaves (mesures 68 et 86) et des « cadences aussi plates que sonores… ».

## Édition
La sonate est parue chez Boivin vers 1742 (RISM : S
1200), avec les sonates K. 49, 33, 96, 55 et 48, plus quatre apocryphes douteux et une sonate de Galuppi.

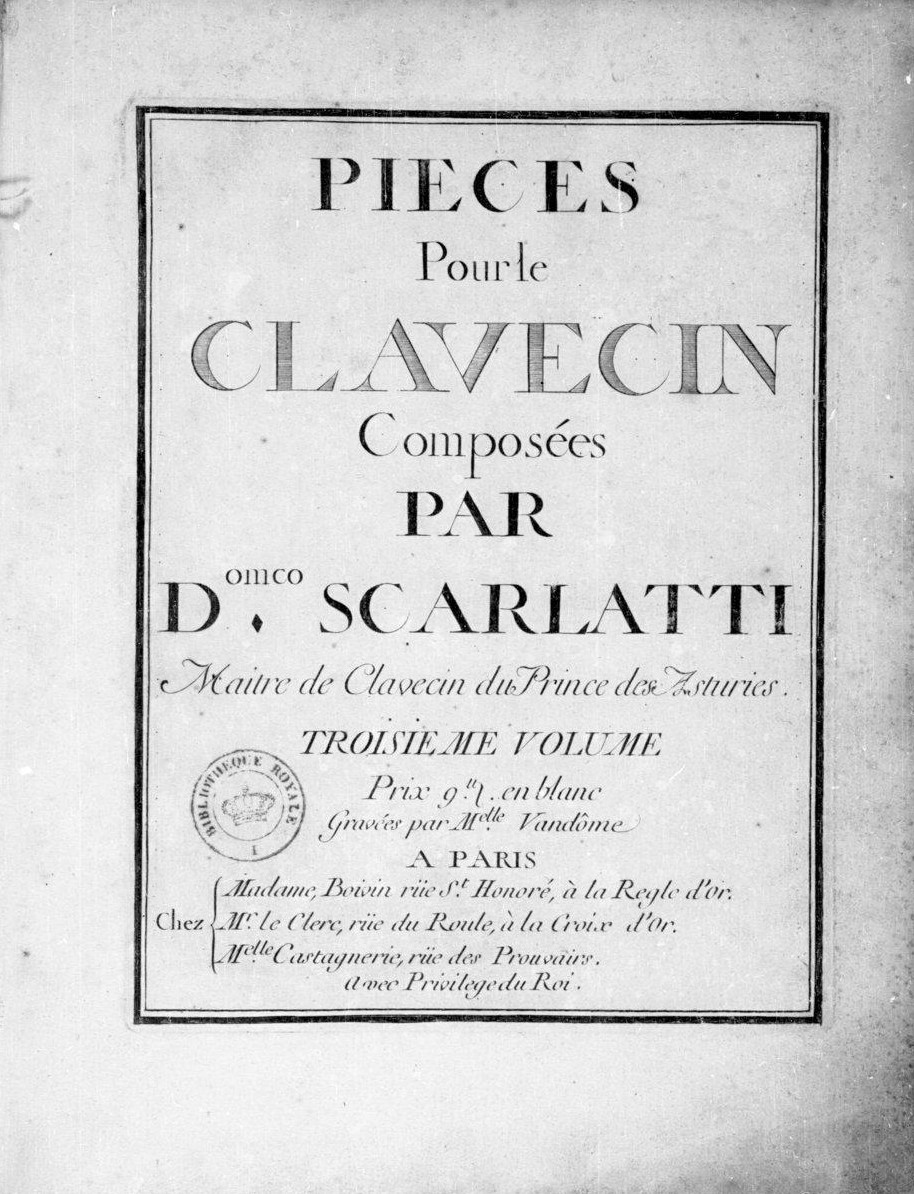
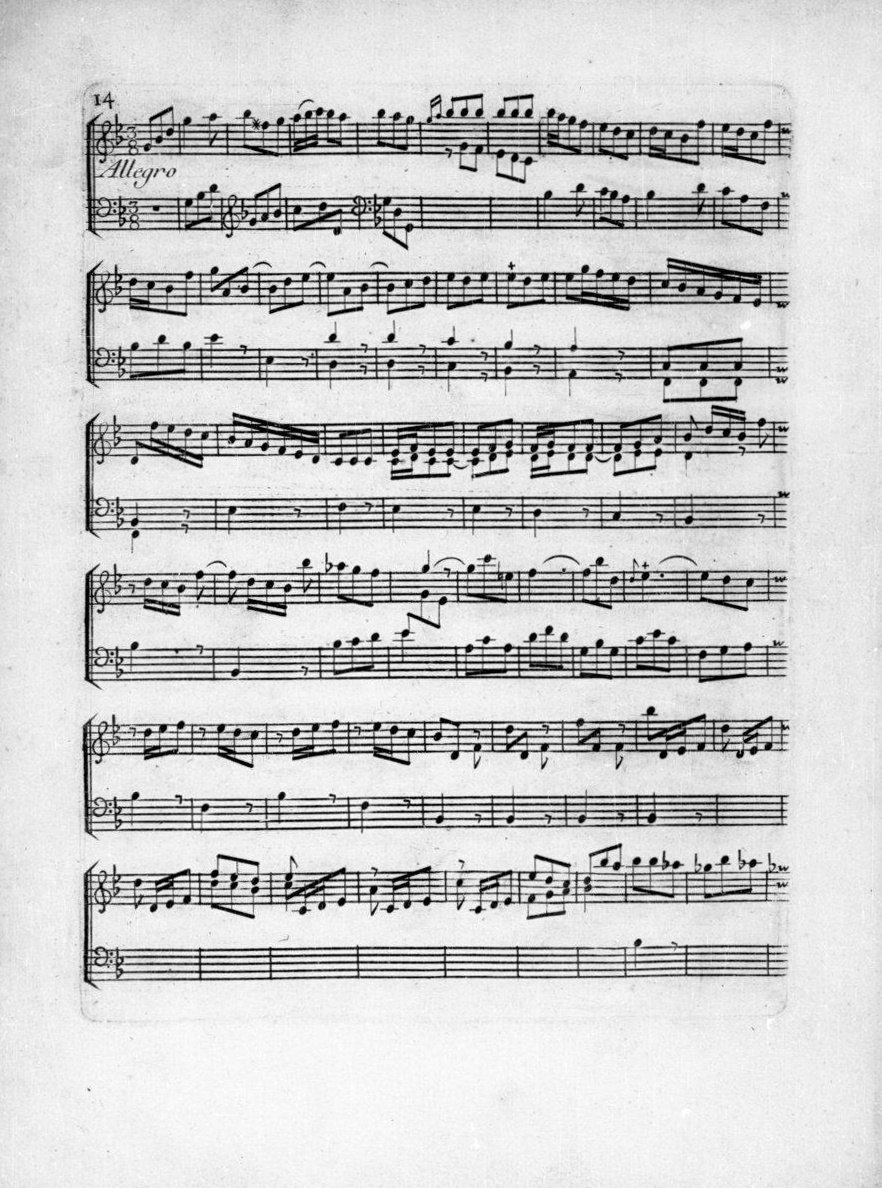
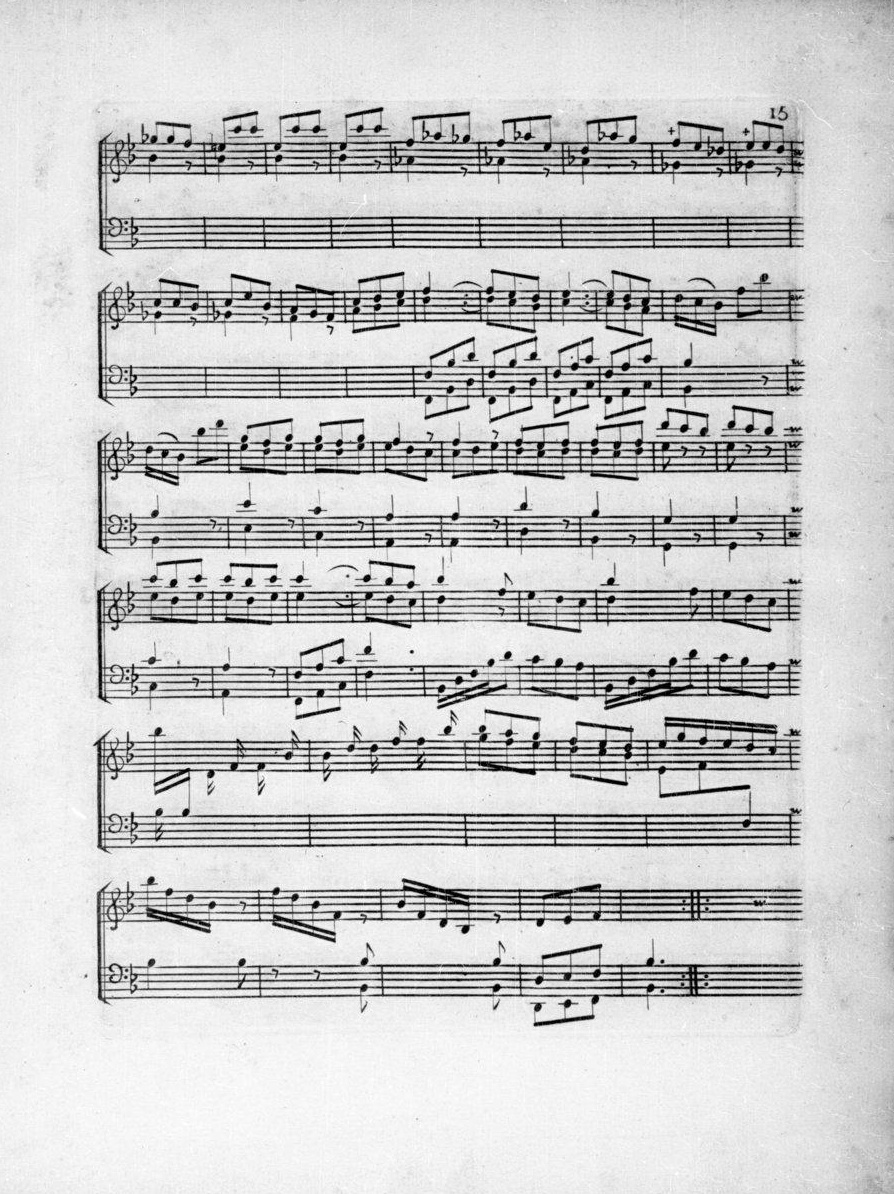
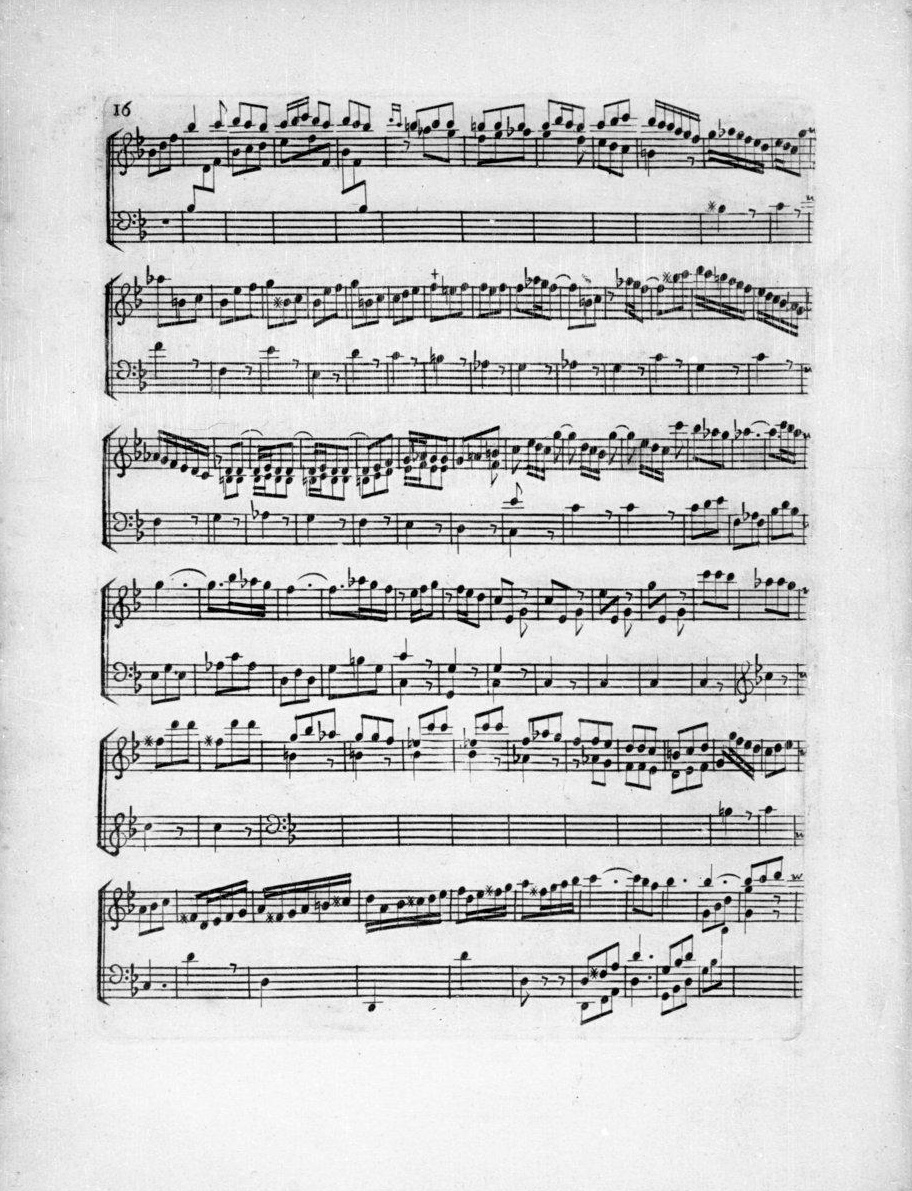

## Interprètes
La sonate K. 97 est défendue au piano, notamment par Alberto Urroz (2017, IBS) ; au clavecin, elle est jouée par Scott Ross (1985, Erato), Pieter-Jan Belder (2001, Brilliant Classics, vol. 2) et Richard Lester (2007, Nimbus, vol. 7).

## Sources
: document utilisé comme source pour la rédaction de cet article.
- Ralph Kirkpatrick (trad. de l'anglais par Dennis Collins), Domenico Scarlatti, Paris, Lattès, coll. « Musique et Musiciens », 1982 (1re éd. 1953 (en)), 493 p. (ISBN 978-2-7096-0118-4, OCLC 954954205, BNF 34689181).
- Alain de Chambure, « Domenico Scarlatti, Intégrale des sonates — Scott Ross », Erato/Éditions Costallat (2564-62092-2 (livret : 2292-45309-2)), 1985 (OCLC 891183737) .